# Omar Aziz
Omar Aziz (18. února 1949 – 16. února 2013) byl syrský anarchista, účastník arabského jara a počátků masového odporu proti režimu Bašára al-Asada. Byl teoretikem i praktikem specifických místních rad a výborů, skrze které se měly místní komunity organizovat mimo dosah státu. Sám se podílel na vzniku čtyř takových rad na předměstích Damašku, než byl zatčen a v důsledku věznění zemřel.

## Život a dílo

### Soukromý život
Aziz se narodil v damašské čtvrti Al-Amara. Sýrii ale opustil, vystudoval ekonomii na univerzitě v Grenoblu. V zahraničí se věnoval kariéře v informačních technologiích, oženil se a měl tři děti. Během počátků protiasadovských protestů na jaře roku 2011 pracoval v Saúdské Arábii, odkud se rozhodl vrátit do vlasti a podpořit protestní hnutí.

### Politická činnost a místní výbory
Po návratu do Sýrie se Aziz podílel na distribuci humanitární pomoci uprchlíkům z počínajících bojů a do damašských předměstí, o něž bojovaly vládní síly s povstalci. V listopadu 2011 sepsal první verzi textu Formování místních rad popisující organizaci skrze místní samosprávné výbory, založenou na rovnostářství, vzájemné pomoci a odporu proti autoritářství. Ty podle něj měly sloužit jako základní organizační nástroj a alternativa k Asadově režimu i státu obecně: „[měly by] podporovat lidské bytosti v tom, aby si řídily svůj život autonomně, bez státních institucí nebo struktur“. Aziz následně Formování místních rad rozšířil a v únoru 2012 publikoval druhou, obvykle citovanou verzi. Originál byl arabsky, následovaly překlady do angličtiny a francouzštiny.
V centru místních výborů měla být idea opuštění státních struktur a jejich nahrazení sebeorganizací, aniž účastníci čekali na příchod nového režimu či vládního subjektu. Azizova koncepce předpokládala, že místní výbory budou sice v praktické rovině hlavně řešit bezprostřední potřeby komunit, ale také umožní formování autonomní moci a nových forem sociální organizace. Samotný text Formování místních rad se ovšem věnoval i vztahům mezi radami a tehdy dominantními (para)militárními povstaleckými silami a nutnosti vzájemné koordinace.
Aziz se místním radám věnoval i prakticky. Jednu pomohl založit ve čtvrti Barzeh severně od Damašku, další ve městě Al-Zabadani. V říjnu 2012 se Aziz účastnil zakládání místního výboru v Daráje v bezprostřední blízkosti Damašku - jednom z prvních ohnisek odporu proti režimu, kde vládní síly krátce předtím zmasakrovaly stovky lidí. Organizace se účastnilo asi 120 lidí s funkcemi, do kterých se volilo každého půl roku. Výbor spravoval chod základní infrastruktury pro asi osm tisíc obyvatel zůstávajících v Daráje i po bojích a bombardování. Krom toho provozoval tři školy, polní nemocnici a odpovídaly se mu místní povstalecké síly.
Aziz byl v listopadu 2012 zatčen asadovskými silami a uvězněn v trýznivých podmínkách. 16. února 2013 zemřel, patrně kvůli zhoršení dlouhodobých srdečních obtíží.

### Odkaz
Přestože se Aziz osobně angažoval v jen omezeném počtu rad, různých dalších místních iniciativ, výborů a organizačních platforem založených často na zdola formované spolupráci se v průběhu povstání objevily řádově stovky – často ve formě tzv. tansiqiyyatů, uskupení věnujících se konkrétním formám aktivismu či odporu vůči Asadovým silám, jindy ale také reálně koordinujících běžný provoz věcí veřejných. Formy samosprávy v průběhu války obvykle upadaly v důsledku eskalujících bojů a dalších politických či etnických tenzí.
Azizova koncepce nehierarchické lokální organizace jako základu širší ne-státní politiky se příležitostně zmiňuje jako paralela či inspirační zdroj pro samosprávné struktury Demokratické autonomní správy severní a východní Sýrie.
Především komentátoři ze Středního východu v letech po Azizově smrti kriticky uváděli, že se Azizovy politické ideje setkávají ze strany západní levice s ignorancí. Po pádu baasistického režimu v prosinci 2024 se na internetu objevily výzvy ke koordinovanému připomenutí Azizova politického odkazu při dvanáctém výročí jeho smrti.